# Geresch (Trope)
| ֽ | Sof pasuq       |  | ֑   | Etnachta            |
| ֶ | Segol (Trope)   |  | ֓ ׀ | Schalschelet gedola |
| ֔ | Zaqef qaton     |  | ֕   | Zakef gadol         |
| ֗ | Rewia           |  | ֖   | Tipcha              |
| ֮ | Zarqa (Trope)   |  | ֙   | Paschta             |
| ֚ | Jetiw           |  | ֛   | Tewir               |
| ֜ | Geresch (Trope) |  |    | Gerschajim (Trope)  |
| ֡ | Pazer           |  | ֟   | Qarne para          |
| ֠ | Telischa gedola |  | ֣ ׀ | Munach Legarmeh     |

| ֣ | Munach           |  | ֤ | Mahpach         |
| ֥ | Mercha           |  | ֦ | Mercha kefula   |
| ֧ | Darga (Trope)    |  | ֨ | Qadma           |
| ֩ | Telischa qetanna |  | ֪ | Jerach ben jomo |
| ֖ | Majela (Trope)   |  |  |                 |

| ֽ   | Sof pasuq        |  | ֫ ֥  | Ole we-Jored        |
| ֑   | Etnachta         |  | ֗   | Rewia gadol         |
| ֝ ֗  | Rewia Mugrasch   |  | ֓ ׀ | Schalschelet gedola |
| ֮   | Zarqa (Trope)    |  | ֗   | Rewia qaton         |
| ֭   | Dechi            |  | ֡   | Pazer               |
| ֤ ׀ | Mahpach legarmeh |  | ֨ ׀ | Asla legarmeh       |

| ֣ | Munach        |  | ֥ | Mercha       |
| ֬ | Illuj         |  | ֖ | Tipcha       |
| ֢ | Atnach hafuch |  | ֤ | Mahpach      |
| ֨ | Qadma         |  | ֓ | Schalschelet |
| ֘ | Zinnorit      |  |  |              |

Geresch ◌֜ (hebräisch גֵּרֵשׁ) ist eine Trope in der jüdischen Liturgie und zählt zu den biblischen Satz-, Betonungs- und Kantillationszeichen Teamim, die im Tanach erscheinen.

## Bezeichnungen
| Trope                                                                          |
| ------------------------------------------------------------------------------ |
| von altgriechisch τρόπος tropos über jiddisch טראָפּ trop dt.: Betonung, Melodie |

In der aschkenasischen Tradition wird das Betonungszeichen Geresch גֵּרֵשׁ, Asla אַזְלָא oder Asla-Geresch אַזְלָא־גֶּרֶשׁ genannt. Die Bezeichnung hebräisch גֵּרֵשׁ deutsch ‚Geresch‘ ähnelt dabei sehr dem Wort גֶּרֶשׁ deutsch ‚Frucht‘, ‚Ertrag‘, Siehe Dtn 33,14  und wird auch mit dem Verb גרשׁ deutsch ‚vertreiben‘ in Verbindung gebracht. The Jewish Encyclopedia übersetzt גֶּרֶשׁ mit Austreibung. Die Bezeichnung Asla ist insbesondere dann üblich, wenn das vorhergehende Wort ein Qadma trägt. In der sephardischen Tradition heißt es Gerisch גְּרִישׁ. In der italienischen Tradition wird es Geresch גֵּרֵשׁ oder Asla אַזְלָא genannt. In der jemenitischen Tradition wird es auch Tares (jüdisch-palästinisch-aramäisch טָרֵס) oder Ṭères טֶרֶס oder Ote אָתֵּי genannt. Die Tabula accentuum transliteriert mit Gèreš oder Ṭères.

## Beschreibung
Das Symbol Geresch ist ein kleiner Strich über dem damit markierten Buchstaben, der gleich einem linken, oberen Segment eines Kreises gebogen ist. Ein Qadma entspricht in der Darstellung einem horizontal gespiegelten Geresch. Ein doppeltes Geresch wird Gerschajim (Dual zu Geresch) genannt. Es ist eine eigenständige Trope, die ebenfalls einen einzelnen Buchstaben markiert. Jede Trope hat ihre eigene Melodie. Zudem gibt es im Poetischen System ein Geresch muqdam גֵרֵש מֻקְדם als andere Variante des Geresch mit anderer Position und Bedeutung.

## Grammatik
Geresch steht über dem ersten Buchstaben der betonten Silbe. Es unterteilt ein Rewia-Segment und kennt folgende Kombinationsmöglichkeiten:

### Qadma und Geresch
| Geresch | Qadma |
| ------- | ----- |
| ◌֜       | ◌֨     |

Wenn sich zusätzlich ein anderes, vorhergehendes Wort auf das Wort mit dem Betonungszeichen Geresch bezieht, und dieses vorhergehende (rechte) Wort nicht auf der ersten Silbe betont wird, dann wird es mit dem konjunktiven Betonungszeichen Qadma markiert. Diese Kombination aus Qadma und dem dann als Asla bezeichneten Geresch („Kadma we-asla“) ist sehr häufig.

### Munach und Geresch
| Geresch | Munach |
| ------- | ------ |
| ◌֜       | ◌֣      |

Wenn der Vorgänger des Geresch mit dem konjunktiven Betonungszeichen auf der ersten Silbe betont wird, dann wird anstelle des Qadma das Betonungszeichen Munach verwendet. Jacobson illustriert dies am Beispiel Ex 35,22  חָ֣ח וָנֶ֜זֶם und Gen 43,7  לָ֣נוּ וּלְמֹֽולַדְתֵּ֜נוּ. Die Kombination aus Munach und Geresch findet sich insgesamt achtmal in der Tora.
Wenn der Ton auf der letzten Silbe des hinteren (linken) Wortes ruht, wird das Geresch in diesem Fall zum Gerschajim verdoppelt.

### Telischa qetanna, Qadma und Geresch
| Geresch | Qadma | Telischa qetanna |
| ------- | ----- | ---------------- |
| ◌֜       | ◌֨     | ◌֩                |

Befindet sich ein weiteres Wort in der Gruppe, bekommt die Kombination aus Geresch und Qadma den Vorgänger Telischa qetanna.
Jacobson illustriert dies an den Beispielen Ex 38,1  חָמֵשׁ֩ אַמֹּ֨ות אָרְכֹּ֜ו, Num 20,6  וַיָּבֹא֩ מֹשֶׁ֨ה וְאַהֲרֹ֜ן, Lev 11,42  כֹּל֩ הֹולֵ֨ךְ עַל־גָּחֹ֜ון, Dtn 28,69  אֵלֶּה֩ דִבְרֵ֨י הַבְּרִ֜ית, Gen 19,30  וַיַּעַל֩ לֹ֨וט מִצֹּ֜ועַר.

### Munach, Telischa qetanna, Qadma und Geresch
| Geresch | Qadma | Telischa qetanna | Munach |
| ------- | ----- | ---------------- | ------ |
| ◌֜       | ◌֨     | ◌֩                | ◌֣      |

Tritt zu der Kombination aus Telisha qetanna, Qadma und Geresch ein weiteres Wort hinzu, ergibt sich als weiterer Vorgänger Munach.
Jacobson illustriert dies an den Beispielen Gen 50,13  אֲשֶׁ֣ר קָנָה֩ אַבְרָהָ֨ם אֶת־הַשָּׂדֶ֜ה, Gen 12,5  וַיִּקַּ֣ח אַבְרָם֩ אֶת־שָׂרַ֨י אִשְׁתֹּ֜ו, Ex 15,19  כִּ֣י בָא֩ ס֨וּס פַּרְעֹ֜ה, Ex 27,18  אֹ֣רֶךְ הֶֽחָצֵר֩ מֵאָ֨ה בָֽאַמָּ֜ה, Gen 38,11  וַיֹּ֣אמֶר יְהוּדָה֩ לְתָמָ֨ר כַּלָּתֹ֜ו.

## Abgrenzung
Zur Trope Geresch gibt es folgende Varianten:
| Name               | Beschreibung                    | Zeichen                | Codepunkt              | Unicode-Name                | Codeblock              | Anmerkung            |
| ------------------ | ------------------------------- | ---------------------- | ---------------------- | --------------------------- | ---------------------- | -------------------- |
| Gerschajim (Trope) | Trope in der jüdischen Liturgie | (kein unicode Zeichen) | (kein unicode Zeichen) | (kein unicode Zeichen)      | (kein unicode Zeichen) |                      |
| Geresch (Trope)    | Trope in der jüdischen Liturgie | ◌֜                      | U+059C                 | HEBREW ACCENT GERESH        | Unicodeblock Hebräisch |                      |
| Geresch muqdam     | Trope in der jüdischen Liturgie | ◌֝                      | U+059D                 | HEBREW ACCENT GERESH MUQDAM | Unicodeblock Hebräisch | vorgezogenes Geresch |

Davon zu unterscheiden sind die gleichnamigen (Wort- und) Satzzeichen:
| Name       | Beschreibung                                                      | Zeichen | Codepunkt | Unicode-Name                 | Codeblock              | Windows-1255 |
| ---------- | ----------------------------------------------------------------- | ------- | --------- | ---------------------------- | ---------------------- | ------------ |
| Geresch    | hebräisches Satzzeichen, auch als Diakritikon in Fremdwörtern     | ◌׳      | U+05F3    | HEBREW PUNCTUATION GERESH    | Unicodeblock Hebräisch | 0xD7         |
| Gerschajim | Zeichen (״), im Hebräischen in Akronymen, verkürzten Zahlen, etc. | ◌״      | U+05F4    | HEBREW PUNCTUATION GERSHAYIM | Unicodeblock Hebräisch | 0xD8         |